# Milad Farahani
Milad Esfini Farahani (sinh ngày 26 tháng 6 năm 1988) là một cầu thủ bóng đá người Iran. Hiện tại anh thi đấu cho Naft Tehran ở Persian Gulf Pro League.

## Sự nghiệp
Farahani thi đấu cho Paykan trước khi chuyển đến Damash Gilan vào mùa hè năm 2011.
| Thành tích câu lạc bộ | Thành tích câu lạc bộ | Thành tích câu lạc bộ | Giải vô địch | Giải vô địch | Cúp       | Cúp       | Châu lục | Châu lục  | Tổng cộng | Tổng cộng |
| Mùa giải              | Câu lạc bộ            | Giải vô địch          | Số trận      | Bàn thắng    | Số trận   | Bàn thắng | Số trận  | Bàn thắng | Số trận   | Bàn thắng |
| Iran                  | Iran                  | Iran                  | Giải vô địch | Giải vô địch | Cúp Hazfi | Cúp Hazfi | Châu Á   | Châu Á    | Tổng cộng | Tổng cộng |
| --------------------- | --------------------- | --------------------- | ------------ | ------------ | --------- | --------- | -------- | --------- | --------- | --------- |
| 2007–08               | Paykan                | Pro League            | 0            | 0            | 1         | 0         | -        | -         | 1         | 0         |
| 2009–10               | Paykan                | Pro League            | 3            | 0            | 0         | 0         | -        | -         | 3         | 0         |
| 2010–11               | Paykan                | Pro League            | 9            | 0            | 0         | 0         | -        | -         | 9         | 0         |
| 2011–12               | Damash                | Pro League            | 17           | 0            | 1         | 0         | -        | -         | 18        | 0         |
| 2012–13               | Damash                | Pro League            | 19           | 0            | 2         | 0         | -        | -         | 21        | 0         |
| 2013–14               | Damash                | Pro League            | 20           | 0            | 1         | 0         | -        | -         | 21        | 0         |
| 2014–15               | Saba                  | Pro League            | 3            | 0            | 1         | 0         | -        | -         | 4         | 0         |
| Tổng cộng sự nghiệp   | Tổng cộng sự nghiệp   | Tổng cộng sự nghiệp   | 71           | 0            | 6         | 0         | 0        | 0         | 77        | 0         |